# Craspedosis cinerescens
Craspedosis cinerescens là một loài bướm đêm trong họ Geometridae.